# Andy C
Andrew John Clarke, noto come Andy C (Walsall, 7 aprile 1976), è un disc jockey e produttore discografico britannico.
Cofondatore della RAM Records, è considerato tra i pionieri del drum and bass applicato alla musica elettronica.

## Discografia
EP
- 1992 - Sour Mash
- 1993 - Bass Logic

Singoli
- 1993 - Slip N' Side/Bass Constructor
- 1994 - Sound Control/Feel It
- 1995 - Cool Down/Roll On
- 1996 - Quest (con Shimon)
- 2001 - Body Rock (con Shimon)
- 2013 - Haunting/Workout
- 2014 - Heartbeat Loud (con Fiora)